# Scharpenhufe
Scharpenhufe ist ein Ortsteil der Gemeinde Aland im Landkreis Stendal in Sachsen-Anhalt.

## Geographie

### Lage
Der Ort liegt zehn Kilometer nordwestlich der Hansestadt Seehausen und fünf Kilometer nordwestlich von Krüden, wo sich der Sitz der Gemeinde Aland befindet. Die Gemarkungsteile nördlich der durch den Ort verlaufenden Landesstraße 2 gehören zum Biosphärenreservat Flusslandschaft Elbe und sind Teil des Naturschutzgebietes Aland-Elbe-Niederung.

### Gliederung
Der heutige Ortsteil Scharpenhufe besteht aus Scharpenhufe und der kleineren Ansiedlung Nattewisch, die knapp einen Kilometer östlich von Scharpenhufe liegt.

## Geschichte

### Mittelalter bis Neuzeit
Die erste Erwähnung von Scharpenhufe stammt aus dem Jahre 1309 als In Curia dicta scarpenhoue. So wurde der Hof in einer Urkunde über einen Gütertausch zwischen dem Kloster Arendsee und Peter von Garditz bezeichnet. 1499 gehörte der Hof zum Leibgedinge der Frau von Jagow. Weitere Nennungen sind 1518 die wuste hoffstede geheten de Scharpenhoue, 1598 die wuste Hofstette geheißen die Scharpehoffe, der Hof war also wüst, 1608 heißt er Scharffehüefe und 1804 heißt das adlige Gut Scharpenhufe.
Das Gut blieb im Besitz der von Jagow, bis sie 1945 enteignet wurden. Im Jahre 1953 entstand die erste Landwirtschaftliche Produktionsgenossenschaft vom Typ III in Scharpenhufe, die LPG „Morgensonne“.
Nach der deutschen Wiedervereinigung wurde das Gutshaus Scharpenhufe im Jahre 1993 von den früheren Eigentümern, der altmärkischen Adelsfamilie von Jagow, zurückgekauft. Es wird seitdem als ein etwa 600 Hektar umfassender Landwirtschaftsbetrieb fortgeführt.
Zwei Kilometer ostnordöstlich von Scharpenhufe stand noch am Anfang des 20. Jahrhunderts das Fischerhaus Ganseburg, auch Kolonie Gänseburg genannt, in dessen Nähe lag die von den Gänsen von Putlitz erbaute Ganseburg.
Am Anfang des 20. Jahrhunderts gab es einen Kilometer nördlich von Scharpenhufe eine Ziegelei.

### Eingemeindungen
Bis 1807 gehörte das Gut zum Seehausenschen Kreis der Mark Brandenburg in der Altmark. Zwischen 1807 und 1813 lag es im Kanton Pollitz auf dem Territorium des napoleonischen Königreichs Westphalen. Ab 1816 gehörte es zum Kreis Osterburg, dem späteren Landkreis Osterburg.
Am 30. September 1928 wurde der Gutsbezirk Scharpenhufe mit seinen Wohnplätzen Ganseburg, Nattewisch, Ziegelei mit der Landgemeinde Pollitz vereinigt, mit Ausnahme der Kolonie Dosse, die zur Landgemeinde Groß Garz kam.
Bis Ende 2009 war Scharpenhufe ein Ortsteil der bis dahin selbständigen Gemeinde Pollitz. Am 1. Januar 2010 kam der Ortsteil Scharpenhufe zu der zum gleichen Datum neu gebildeten Gemeinde Aland.

### Einwohnerentwicklung
| Jahr | Einwohner |
| ---- | --------- |
| 1775 | 039       |
| 1789 | 038       |
| 1798 | 033       |
| 1801 | 044       |
| 1818 | 036       |
| 1840 | [00]091   |
| 1864 | [00]140   |

| Jahr | Einwohner |
| ---- | --------- |
| 1867 | 142       |
| 1871 | 155       |
| 1885 | 154       |
| 1892 | 149       |
| 1900 | 138       |
| 1905 | 083       |
| 1910 | 085       |

| Jahr | Einwohner |
| ---- | --------- |
| 2011 | [00]100   |
| 2012 | [00]089   |
| 2020 | [00]077   |
| 2021 | [00]073   |
| 2022 | [0]080    |
| 2023 | [0]084    |

Quelle, wenn nicht angegeben, bis 1818:

## Religion
Die evangelischen Christen aus Scharpenhufe sind in die Kirchengemeinde Pollitz eingepfarrt, diese gehörte früher zur Pfarrei Groß Wanzer. Die Kirchengemeinde gehört heute zum Kirchengemeindeverband Beuster-Aland im Pfarrbereich Beuster des Kirchenkreises Stendal im Bischofssprengel Magdeburg der Evangelischen Kirche in Mitteldeutschland.
Die ältesten überlieferten Kirchenbücher für Pollitz stammen aus dem Jahre 1766.
Die katholischen Christen gehören zur Pfarrei St. Anna in Stendal im Dekanat Stendal im Bistum Magdeburg.

## Kultur und Sehenswürdigkeiten

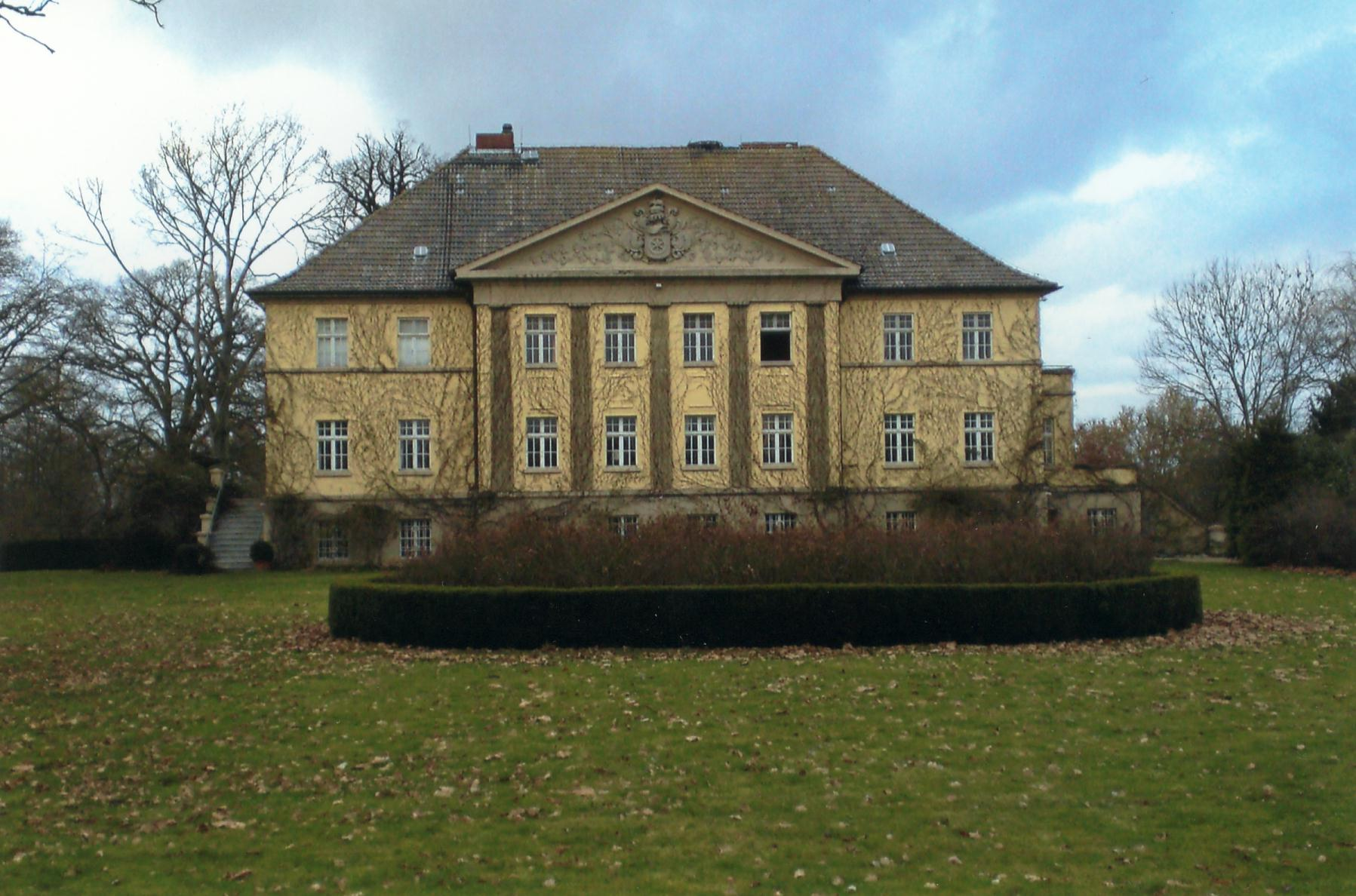
Herrenhaus der Familie von Jagow (2009)

Das historische Gutshaus Scharpenhufe des ehemaligen Rittergutes Scharpenhufe ist ein im neoklassizistischen Stil erbautes Herrenhaus. Daneben gehören zu dem unter Denkmalschutz stehenden Gutshof umfangreiche Wirtschaftsgebäude, alles umgeben von einem offenen Landschaftspark.

## Vereine
- Förder- und Heimatverein für die Orte Pollitz und Scharpenhufe e. V.